# Manja Behrens

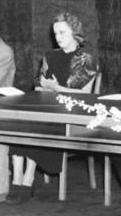
Manja Behrens
anno 1954 in Berlin

Manja Behrens, verh. Manja von Appen, (* 12. April 1914 in Dresden; † 18. Januar 2003 in Berlin) war eine deutsche Schauspielerin.

## Leben
Behrens, Tochter eines Rechtsanwaltes und Notars und der königlich-sächsischen Hofschauspielerin Maria Lichtenegg, studierte zunächst Englisch in Prag, musste das Studium jedoch aufgrund von Geldsorgen in der Familie vorzeitig beenden. Sie arbeitete bis 1935 als Zahnarzthelferin und nahm parallel dazu ab 1930 privaten Schauspielunterricht bei Waldemar Staegemann und später bei Erich Ponto. Im Jahr 1935 debütierte sie als Schauspielerin am Dresdner Staatsschauspiel in dem Theaterstück Und Pippa tanzt!, wo sie über Nacht zu einer gefragten Darstellerin wurde. „Wie Frau Behrens spricht, möchte ich gesprochen werden“, sagte Gerhart Hauptmann nach der Theaterpremiere des Stücks.
Von 1935 bis 1953 war sie – mit kurzen Unterbrechungen – am Dresdner Staatsschauspiel engagiert, zunächst als jugendliche Liebhaberin und Naive in Boulevardstücken, später zunehmend in klassischen Rollen. Mit Hilfe von Adolf Wohlbrück, einem österreichischen Schauspieler, bekam Behrens von der Tobis einen Filmvertrag über 2.000 Reichsmark für Stärker als Paragraphen angeboten, der 1936 erschien. Es folgten ein besser dotierter Vertrag für ihren zweiten Spielfilm Susanna im Bade und weitere Spielfilmplanungen, wobei ihr auf zwei Jahre konzipierter Vertrag Gagen von 12.000 und 18.000 Reichsmark vorsah. Nach beiden Rollen kam es jedoch zum Bruch mit Joseph Goebbels, der sie umwarb, jedoch von ihr zurückgewiesen wurde. Behrens selbst beschrieb die Situation in der Dokumentarreihe Hitlers Helfer als „eine sehr unangenehme Begegnung mit Herrn Goebbels“ und fuhr fort: „Bevor ich so was mache, würde ich lieber Stufen scheuern. Ich war vielleicht ein bisschen zu ausfällig, und er sagte ,Ich streiche Sie mit einem roten Stift von der Filmliste'“. Sie kehrte nach Dresden ans Theater zurück. Auf einem Filmball lernte sie 1940 Martin Bormann kennen, mit dem sie eine Affäre einging. Diese wurde von Bormanns Frau toleriert. Im letzten Kriegsjahr war Behrens als Schraubendreherin in einer Fabrik tätig.

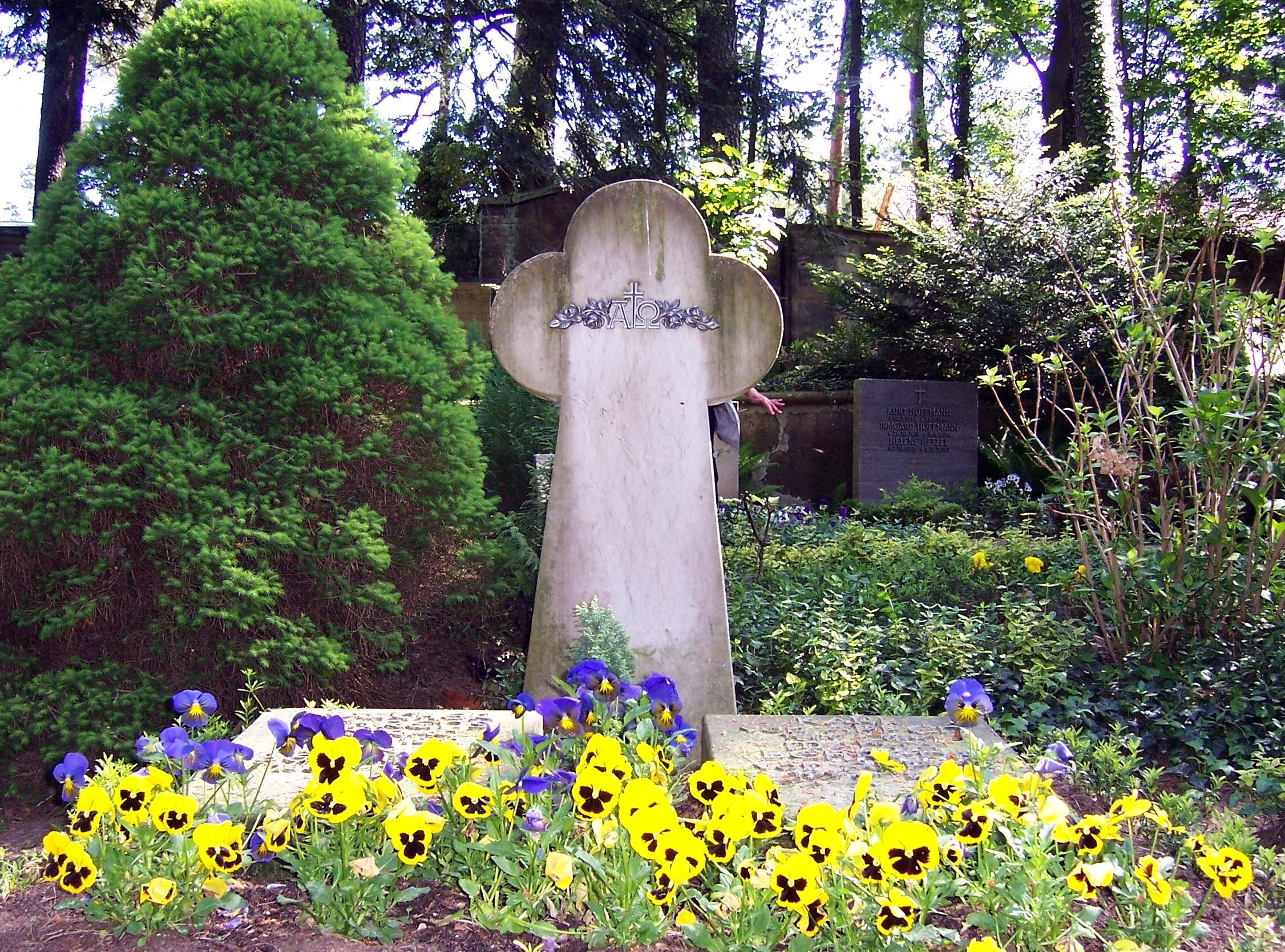
Grab von Manja Behrens in Dresden

Nach dem Ende des Zweiten Weltkrieges trat Behrens in zeitgenössischen Stücken in Dresden auf sowie 1952 im Theater am Schiffbauerdamm, ehe sie 1953 auf die Volksbühne Berlin wechselte, wo sie bis 1967 ein Engagement hatte. Hier lernte Behrens ihren späteren Ehemann, den Bühnenbildner Karl von Appen kennen, den sie 1958 heiratete. Parallel zur Bühnentätigkeit folgten einige DEFA-Filmproduktionen, wie 1957 Konrad Wolfs Sonnensucher und 1964 Frank Beyers Karbid und Sauerampfer. Sie wurde eine gefragte Charakterdarstellerin.
Mitte der 1960er-Jahre wurde ihre Liebesbeziehung zu Martin Bormann durch den britischen Historiker Hugh Trevor-Roper aufgedeckt, der die Tagebücher Bormanns untersuchte und die dort nur als „M.“ auftauchende Behrens identifizieren konnte. Die Zeitschrift Bunte berichtete in einer Ausgabe ausführlich über diese „geheime“ Beziehung. Es folgte ein fast 20-jähriges Filmverbot.
Die Darstellerin wechselte 1967 an das Maxim-Gorki-Theater, wo sie fast 25 Jahre bis zur Wiedervereinigung auf der Bühne stand. Trotz des Filmverbotes, das bis etwa 1980 galt, wirkte sie vereinzelt in kleinen Filmrollen bei Fernsehproduktionen des DFF mit. Seit 1980 folgten größere Filmrollen in DDR-Fernsehfilmen sowie auch in bundesdeutschen Fernsehfilmen. Nebenbei nahm sie zudem Gastrollen am Burgtheater Wien, am Staatstheater Bern und am Stadttheater Ingolstadt wahr. „Sie gehört zu den Schauspielerinnen, die für das deutsche Theater wesentlich sind“, schrieb Der Tagesspiegel anlässlich ihres 85. Geburtstages. Nach der Wende widmete sie sich neben Theaterauftritten unter anderem auch Vortragsreisen.
Nach dem Tod ihres Mannes verwaltete sie seinen Nachlass und bewahrte unter anderem das Modell des von Helene Weigel gezogenen Marketenderwagen aus Brechts Mutter Courage vor der Vernichtung. Behrens verstarb 2003 in Berlin und wurde auf dem Waldfriedhof Weißer Hirsch in Dresden neben ihrem Mann beigesetzt.

## Filmografie
- 1936: Stärker als Paragraphen
- 1936: Susanne im Bade
- 1957: Gejagt bis zum Morgen
- 1958: Sonnensucher (Uraufführung 1972)
- 1959: Ehesache Lorenz
- 1960: Seilergasse 8
- 1960: Kirmes
- 1960: Das Leben beginnt
- 1960: Die Neuberin (TV)
- 1962: Mord ohne Sühne
- 1963: Bonner Pitaval: Die Affäre Heyde-Sawade (Fernsehreihe)
- 1963: Rauhreif (TV)
- 1964: Karbid und Sauerampfer
- 1964: Tolles Geld (TV)
- 1972: Der Fall des Prinzen von Arenberg (TV)
- 1974: Maria (TV)
- 1978: Das gewöhnliche Wunder (TV)
- 1980: Nicht verzagen, Trudchen fragen (TV)
- 1987: Verzeihung – wie kommen Sie in mein Bett
- 1987: Stielke, Heinz, fünfzehn…
- 1988: Polizeiruf 110 – Der Mann im Baum (TV-Reihe)
- 1989: Testamente (TV)
- 1990: Klein, aber Charlotte (TV-Serie)
- 1992: Im Sog der Angst (TV)
- 1992: Dead Flowers
- 1992: Das große Fest (Fernsehfilm)

## Theater
- 1935: Gerhart Hauptmann: Und Pippa tanzt!
- 1943: Otto Erler: Die Blutsfreunde – Regie: Rudolf Schröder (Sächsische Staatstheater Dresden – Schauspielhaus)
- 1945: Friedrich Wolf: Die letzte Probe – Regie: Paul Lewitt
- 1947: Konstantin Simonow: Die russische Frage (Jessy) – Regie: Albert Fischel (Staatstheater Dresden)
- 1947: Alexander Puschkin: Der steinerne Gast – Regie: Albert Fischel (Staatstheater Dresden)
- 1949: Vercors: Das Schweigen des Meeres – Regie: Otto Dierichs (Staatstheater Dresden)
- 1952: Die Feinde (Theater am Schiffbauerdamm)
- 1953: Gotthold Ephraim Lessing: Minna von Barnhelm (Minna) – Regie: Carl Ballhaus (Staatstheater Dresden)
- 1954: Leo Tolstoi: Anna Karenina (Anna) – Regie: Werner Stewe (Volksbühne Berlin)
- 1955: Johann Wolfgang von Goethe: Götz von Berlichingen (Elisabeth) – Regie: Fritz Wisten (Volksbühne Berlin)
- 1956: Gerhart Hauptmann: Die Ratten (Frau John) – Regie: Walther Suessenguth (Volksbühne Berlin)
- 1957: Leo Tolstoi: Die Macht der Finsternis (Anisja) – Regie: Fritz Wisten (Volksbühne Berlin)
- 1957: Tartuffe – Regie: Rochus Gliese (Volksbühne Berlin)
- 1958: Die Affäre Dreyfus – Regie: Fritz Wisten (Volksbühne Berlin)
- 1959: Johannes R. Becher: Winterschlacht – Regie: Lothar Bellag (Berliner Ensemble)
- 1959: Friedrich-Schiller-Abend (Volksbühne Berlin – Theater im III. Stock)
- 1960: Gerhart Hauptmann: Fuhrmann Henschel (Hanne) – Regie: Erich-Alexander Winds (Volksbühne Berlin)
- 1961: Robert Adolf Stemmle/Erich Engel: Affäre Blum (Frau Blum) – Regie: Hagen Mueller-Stahl (Volksbühne Berlin)
- 1961: Euripides: Die Troerinnen (Athene) – Regie: Fritz Wisten (Volksbühne Berlin)
- 1962: Kennen Sie den? Aus dem Schaffen schreibender Arbeiter  (Volksbühne Berlin – Theater im III. Stock)
- 1962: Oldřich Daněk: Die Heirat des Heiratschwindlers – Regie: Horst Drinda (Deutsches Theater Berlin – Kammerspiele)
- 1963: Leo Tolstoi: Krieg und Frieden – Regie: Wolfgang Heinz/Hannes Fischer (Volksbühne Berlin)
- 1964: Coriolan
- 1965: Friedrich Dürrenmatt: Der Besuch der alten Dame (Claire Zachanassian) – Regie: Fritz Bornemann (Volksbühne Berlin)
- 1966: Max Frisch: Don Juan oder Die Liebe zur Geometrie (Celestina) – Regie: Wolfram Krempel (Maxim-Gorki-Theater Berlin)
- 1967: Georg Kaiser: Nebeneinander – Regie: Wolf-Dieter Panse (Volksbühne Berlin)
- 1967: Maxim Vallentin: Wassa Shelesnowa – Regie Albert Hetterle (Maxim-Gorki-Theater Berlin)
- 1968: Luigi Pirandello: Liolà (Cruci Azzara) – Regie: Hans Georg Simmgen (Maxim-Gorki-Theater Berlin)
- 1969: Michail Schatrow: Bolschewiki (Krupskaja) – Regie: Fritz Bornemann (Maxim-Gorki-Theater Berlin)
- 1974: Das gewöhnliche Wunder – Regie Wolfram Krempel (Maxim-Gorki-Theater Berlin)
- 1979: Ákos Kertész: Witwen (Mutter) – Regie: Karl Gassauer (Maxim-Gorki-Theater Berlin – Studiotheater)
- 1990: Alexander Galin: Retro oder zurück aufs Dach (Ehem. Krankenschwester Nina) – Regie: Karl Gassauer (Maxim-Gorki-Theater Berlin – Studiotheater)
- 1992: Onkel Wanja (am Akademie-Theater Wien)
- 1994: Der Vater (am Stadttheater Bern)
- 2000: Federico Garcia Lorca: Bernarda Albas Haus (Maxim-Gorki-Theater Berlin)

## Auszeichnungen
- 1974: Kunstpreis der DDR